# Notobuxus
Notobuxus é um género de plantas com flor pertencente à família Buxaceae.
Existe suporte para considerar Notobuxus com o estatuto de género, nomeadamente através da analise da venação das folhas. Parece também ter uma maior relação com o género Buxus, natural do Leste de África do que com outros géneros existentes na região, nomeadamente no Sul de África e em Madagáscar. Estudos genéticos suportaram a inclusão deste género em Buxus. O posicionamento do género ainda sofre discussões, tendo no passado sido tratado como subgénero do género Buxus, devido ao número de estames, número de cromossomas e características da exina.

## Descrição
Este género é composto por plantas arbustivas ou pequenas árvores. Folhas são inteiras, opostas em Notobuxuse em Buxus, enquanto que em Pachysandra', Sarcococca e Styloceras são alternas. O pecíolo é de curta dimensão e a nervação é do tipo peninervado, ou seja, as nervuras vão-se ramificando em outras mais secundárias, com uma disposição global que lembra penas de aves.
Apresenta as flores monóicas, a do macho apresentando 6 estames em duas séries, 2 no exterior e 4 no interior. Podem chegar a ter até 10 estames, podendo estar dispostos à volta de um pistilódio de tamanho muito reduzido, em forma de disco, ou mesmo ausente. Dois pares de estames opostos às tépalas interiores.
As anteras têm uma configuração em forma oval, sendo sésseis e deiscentes. Nas flores femininas, ocorrem 3 estiletes. O fruto é uma cápsula. As sementes são de cor preta, oblongas, em Notobuxuse em Buxus, as sementes apresentam um arilo funicular.
As inforescências em Notobuxus, assim como em Buxus, têm uma disposição normalmente botrióide, isto é, com uma flor feminina terminal com flores masculina dispostas lateralmente.
Os megásporos, em Notobuxus e também em Buxus possuem uma disposição em tétradas em forma de T. O pólen é 3-colporado e a exina apresenta estrutura reticulada-rugulada a tectada-foveolada.
O género Notobuxus,em relação à anatomia peciolar e dos ramos, possui os padrões primitivos que ocorrem dos taxa originários do Nordeste de África. O género Notobuxus partilha as características primitivas em relação a estes aspectos anatómicos, com o grupo Buxus hildebrandtii que tem as mais primitivas dentro do género Buxus.

## Espécies
Segundo o Global Biodiversity Information Facility, NCBI e Encyclopedia of Life as espécie deste género são:
- Notobuxus acuminata
- Notobuxus natalensis

## Sinonímia
- Macropodandra